# Lambatee (Darul Kamal)
Lambatee is een bestuurslaag in het regentschap Aceh Besar van de provincie Atjeh, Indonesië. Lambatee telt 245 inwoners (volkstelling 2010).